# 小樽市
43°11′N 141°0′E / 43.183°N 141.000°E
小樽市（日语：／ Otaru shi */?）是位於日本北海道道央、後志綜合振興局東北部的一座港口都市，北邊面向日本海和石狩灣，東邊緊鄰北海道道廳所在地札幌市。市區的西海岸位於新雪谷積丹小樽海岸國定公園的範圍內。小樽市因發展時間比大多數北海道城市來的早，是較早開始發展的港口都市之一，市區內有著許多百年傳統歷史建築。小樽市憑藉獨特的城市景觀、眾多壽司餐廳、玻璃工藝等特色而成為日本重要的旅遊城市之一，在市町村的魅力度排名中亦常排名日本前十。自2010年以來，每年造訪的遊客超過700萬人次。
因距離札幌市僅約40公里，可在1小時的車程內往返兩地，使得小樽市有超過一成的人口通勤通學至札幌市，是札幌重要的衛星城市。小樽是後志綜合振興局轄下人口最多的行政區，雖然是後志振興局負責範圍內唯一的市，但振興局辦公室卻並未設於此，而是設在地理位置位於中心的俱知安町。
小樽的地名源自於阿伊努語的「ota-ru-nay」（侵蝕沙灘的河川/沙灘上有痕跡的河川）、「ota-nay」（沙的河川）或「ota-or-nay」（沙灘中的河川），其發音與日語的「小樽內」相同。此處的河川原本並非指小樽市中心，而是指小樽市和札幌市界河星置川的下游。星置川目前的出海口並不在市區內，而是在轄區的東端。松前藩在河口處曾設有商館，但該地由於在冬季受季風影響，不便之處較多。因此避風港搬遷到現在的小樽市中心，但仍然使用小樽內這一地名。

## 歷史

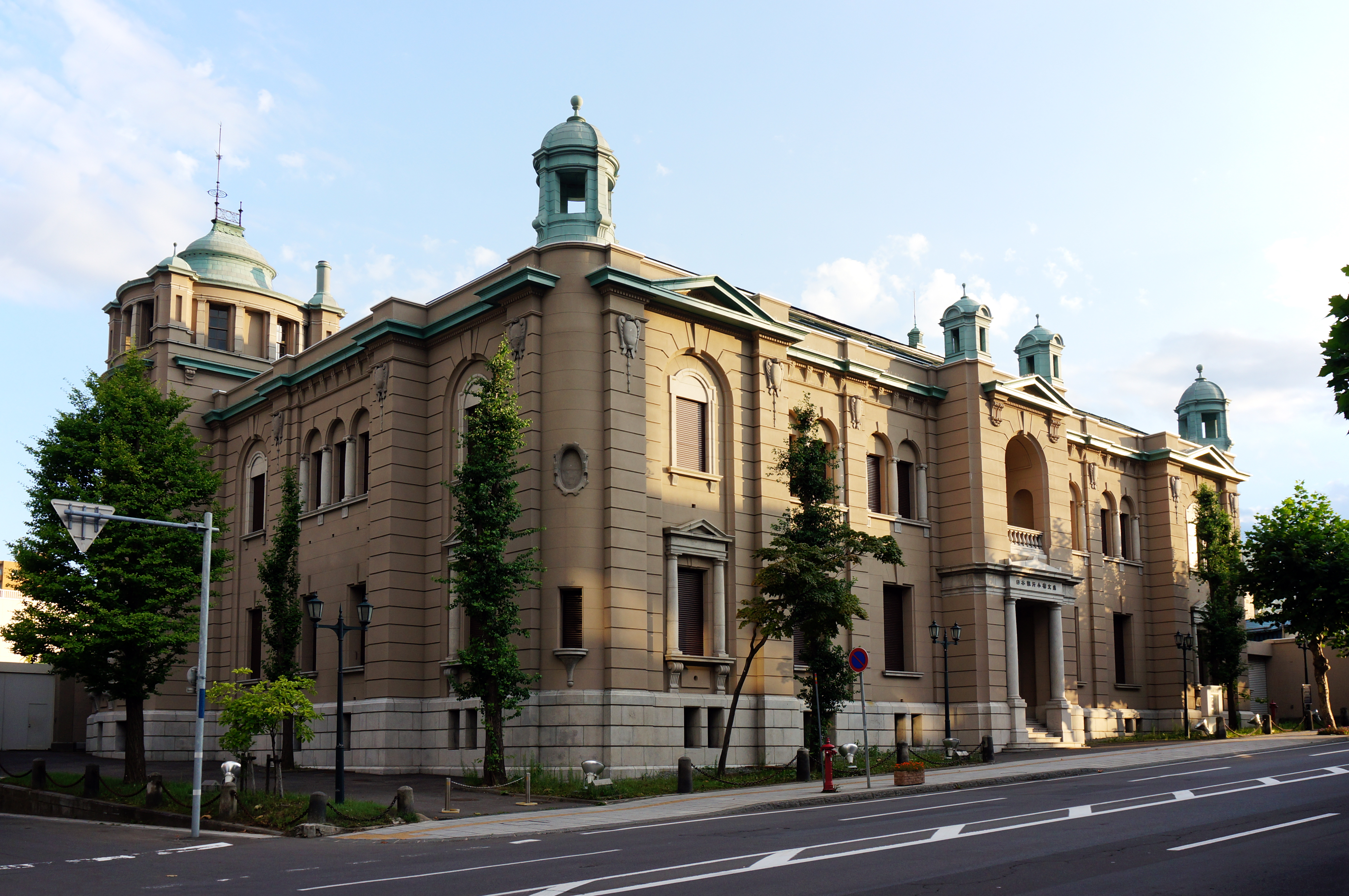
舊日本銀行小樽支店

小樽市是北海道內歷史較為古老的都市，手宮洞窟遺跡的歷史已超過1,600年。忍路環状列石是北海道規模最大的繩文時代遺跡之一。在慶長年間，松前藩就在小樽設有貿易據點。明治時代之後，隨著北海道開拓的進展和札幌成為北海道的行政中心，小樽成為北海道的海上玄關。1870年，開拓使小樽假設所自錢函搬到勝納川左岸的信香町附近，這一地區成為小樽最早形成市區的地區:21。1870年代，小樽先後開設了郵局和電信線路，並在1880年開通了至札幌的鐵路，是北海道首條鐵路和日本第三條鐵路。當時的小樽仍然是一座以水產品交易為主的小城，除了夏季之外並不繁榮:21。1890年代之後，政府在色內町至手宮町一帶進行了大規模填海工程，小樽因此開始快速發展。這一時期小樽興建了倉庫、海關等眾多港口設施，並開始進行煤炭貿易，成為連接北海道和道外的物資集散地，商圈急速擴大:21。1890年代，日本銀行在小樽開设支行，同一時期小樽也被指定為國際貿易港。1895年時，小樽的物資進出口金額已經超過函館，成為北海道第一大港:262。
明治中期之後，日本的煤炭需求量急劇增加，加上第一次世界大戰導致歐洲的農業生產低迷使得北海道的豆類生產外銷急增，小樽因此迅速成為國際商業都市:21。金融產業是二戰之前小樽最為發達的行業。明治至大正時期的小樽市中心城區是在色內町，這一地區聚集了眾多銀行，有「北方華爾街」之稱。1922年，小樽市正式設市。設市之初的小樽市面積有56.754平方公里，此後小樽市在1940年進行了兩次合併，1958年再進行了一次合併，現在市轄區面積243.83平方公里。在大正至昭和前期，小樽市先後完成了北防波堤、南防波堤、小樽運河等大型工程，取代函館成為北海道的商業和金融中心:262。1930年代，小樽先後舉辦了小樽海港博覽會和北海道大博覽會，標誌小樽達到了戰前發展的巔峰。
小樽市在第二次世界大戰中也遭到了美軍空襲，但和日本其他主要城市受害相對較少。日本投降之後，有眾多原本居住在樺太廳的人口流入小樽，加上北海道的煤炭出口量大幅增加，小樽市進一步得到發展。然而自1950年代開始，隨著北海道的政治和經濟機能開始向札幌集中，小樽市的商業中心地位被札幌取代。加上戰前小樽至朝鮮半島和庫頁島的航路停止，使得小樽港的貿易地位亦大幅下降:24。1960年代之後，隨著北海道的煤礦陸續關閉，小樽港的貿易量更加減少。2014年時，小樽港的貨物貿易量只在北海道排名第四，比例只佔北海道全體的4.9%。另一方面，隨著1971年札樽自動車道的通車使得小樽和札幌之間的交通大幅改善，小樽市開始成為札幌的衛星城市。1980年代之後，小樽市的旅遊業明顯發展，每年觀光客增加率一度約有10%:25。2005年時，觀光客的消費額已佔小樽市內生產總值的11%，顯示旅遊業在小樽市經濟中有極重要地位:270。然而小樽市的人口仍然處在快速減少的過程中，2010年更被列入人口外流地區，顯示小樽市的經濟社會情況仍極為嚴峻。

## 地理

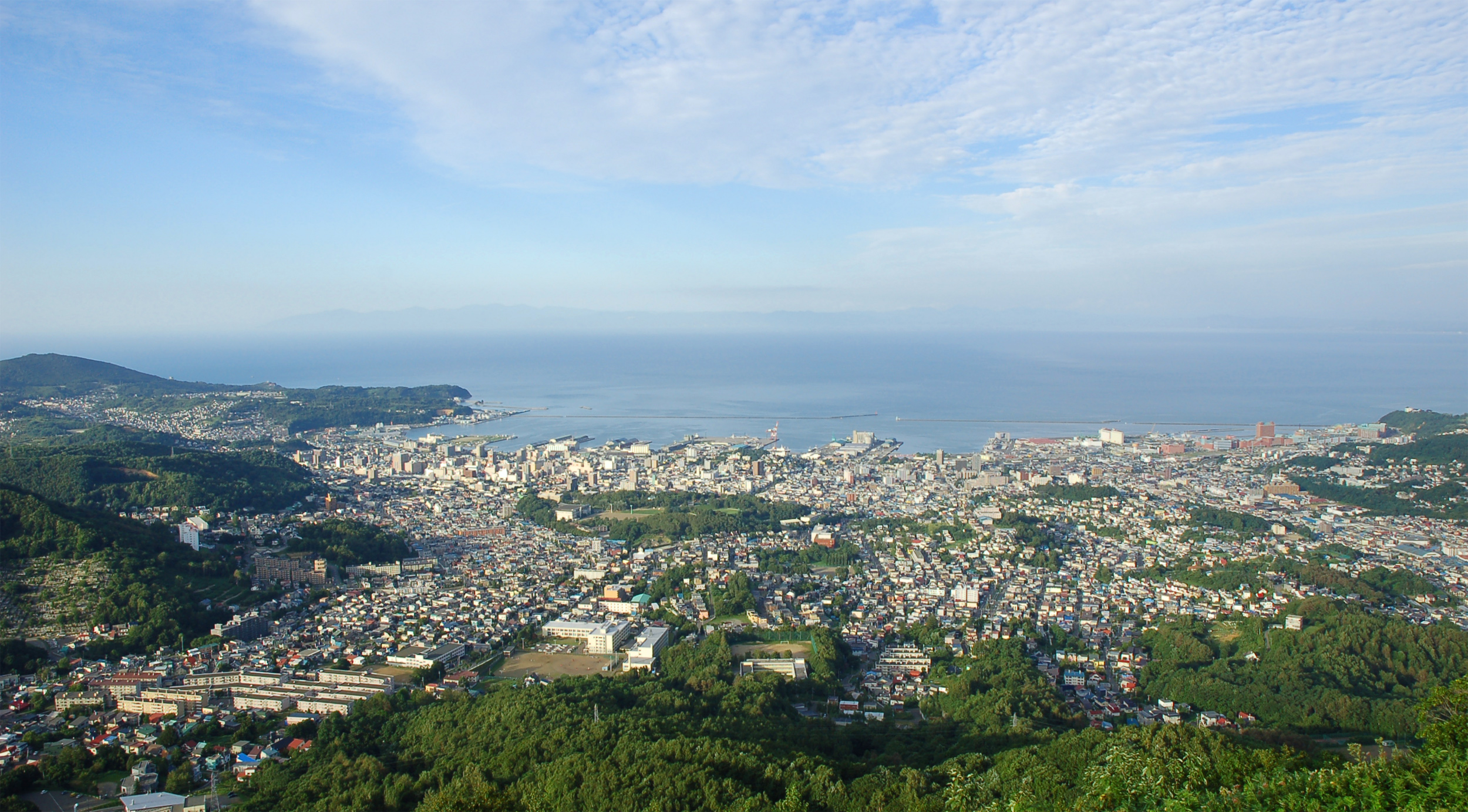
天狗山 (小樽市)一景

小樽市轄區東西長約36公里，南北長約20公里。市區一面臨海，三面臨山，海岸線全長約69公里。小樽市地形多山，市區大部分地形都是山地或丘陵，市內的河川也大多因此而短小湍急。小樽市多山的地形使得小樽的坡度眾多且較為陡峭，因此整個市街都是沿著山坡發展，也因此被稱呼為「坡道之城」（坂の街）。小樽市的主要河流有星置川和錢函川等河流。該市過去曾經是石狩川流域地區所生產的煤礦等物產向外輸出的主要港口，也是自俄羅斯輸入木材等建設用物資時的入口港。因此在1920年代，小樽市將進行填海工程時將勝納川出海前的河道轉向延長，修築成日本唯一一條通過填海而興建的運河小樽運河。今日的小樽運河則已從物流設施變為觀光景點。
小樽多山的地形給小樽的城市發展帶來很大限制，絕大部分市區都被劃為限制建設住宅地區，都市計劃指定地區也是北海道主要都市圈中最少的:266。小樽市因此很早就開始通過填海獲得土地，市中心地區全部海岸線均是人工海岸:266。戰前小樽的市中心是色內町，但在戰後移動至以小樽車站為中心的稻穗町地區:24。

### 氣候
在柯本氣候分類法中，小樽屬於亞寒帶濕潤氣候，全年溫差較小，氣候較為溫暖。小樽市屬於海洋性氣候，夏季海陸風現象明顯，冬季則是北海道西部地區中季風較弱的地區。在四月和五月，小樽市容易發生焚風現象，空氣較為乾燥，易發生火災。春季至初夏時，小樽市容易發生海市蜃樓現象。小樽市在7月下旬開始進入盛夏，8月之後雨量開始增加。最高氣溫極值是2000年8月1日的34.9 °C（94.8 °F）。在秋冬季節，小樽市則多吹西南風，屬於日本海側氣候。小樽市在12月至2月多陰天和雪天，降雪量也在北海道居於前列，最深積雪記錄達173厘米。小樽的最低氣溫極值則是1954年1月24日的−18.0 °C（−0.4 °F）。小樽港的潮汐潮位差較小，在冬季也是不凍港且少有濃霧。小樽市的最大日降水量是161毫米，最大日降雪量是84厘米。
| 小樽（1981–2010）        | 小樽（1981–2010） | 小樽（1981–2010） | 小樽（1981–2010） | 小樽（1981–2010） | 小樽（1981–2010） | 小樽（1981–2010） | 小樽（1981–2010） | 小樽（1981–2010） | 小樽（1981–2010） | 小樽（1981–2010） | 小樽（1981–2010） | 小樽（1981–2010） | 小樽（1981–2010） |
| 月份                     | 1月               | 2月               | 3月               | 4月               | 5月               | 6月               | 7月               | 8月               | 9月               | 10月              | 11月              | 12月              | 全年              |
| ------------------------ | ----------------- | ----------------- | ----------------- | ----------------- | ----------------- | ----------------- | ----------------- | ----------------- | ----------------- | ----------------- | ----------------- | ----------------- | ----------------- |
| 平均高温 °C（°F）        | −0.7 (30.7)       | −0.1 (31.8)       | 3.7 (38.7)        | 10.8 (51.4)       | 16.4 (61.5)       | 20.1 (68.2)       | 23.7 (74.7)       | 25.6 (78.1)       | 21.9 (71.4)       | 15.7 (60.3)       | 8.1 (46.6)        | 1.7 (35.1)        | 12.2 (54.0)       |
| 日均气温 °C（°F）        | −3.3 (26.1)       | −2.9 (26.8)       | 0.5 (32.9)        | 6.5 (43.7)        | 11.6 (52.9)       | 15.7 (60.3)       | 19.8 (67.6)       | 21.7 (71.1)       | 17.7 (63.9)       | 11.5 (52.7)       | 4.7 (40.5)        | −1 (30)           | 8.5 (47.4)        |
| 平均低温 °C（°F）        | −6.1 (21.0)       | −5.8 (21.6)       | −2.6 (27.3)       | 2.6 (36.7)        | 7.5 (45.5)        | 12.1 (53.8)       | 16.6 (61.9)       | 18.4 (65.1)       | 13.9 (57.0)       | 7.6 (45.7)        | 1.4 (34.5)        | −3.7 (25.3)       | 5.2 (41.3)        |
| 平均降水量 mm（）        | 142.3 (5.60)      | 105.6 (4.16)      | 86.2 (3.39)       | 57.4 (2.26)       | 56.1 (2.21)       | 46.3 (1.82)       | 79.3 (3.12)       | 117.7 (4.63)      | 125.6 (4.94)      | 130.3 (5.13)      | 146.8 (5.78)      | 141.4 (5.57)      | 1,235 (48.61)     |
| 平均降雪量 cm（）        | 194 (76)          | 156 (61)          | 107 (42)          | 15 (5.9)          | 0 (0)             | 0 (0)             | 0 (0)             | 0 (0)             | 0 (0)             | 1 (0.4)           | 45 (18)           | 156 (61)          | 674 (264.3)       |
| 平均降水天数（≥ 0.5 mm） | 25.5              | 22.0              | 19.7              | 12.7              | 10.7              | 8.6               | 10.3              | 10.2              | 12.5              | 16.4              | 20.9              | 23.5              | 193               |
| 平均降雪天数             | 29.4              | 25.5              | 22.3              | 6.0               | 0.1               | 0                 | 0                 | 0                 | 0                 | 0.8               | 13.6              | 28.0              | 125.7             |
| 平均相對濕度（％）       | 70                | 69                | 66                | 64                | 69                | 77                | 80                | 78                | 72                | 67                | 67                | 70                | 71                |
| 月均日照時數             | 66.2              | 78.1              | 129.8             | 176.4             | 200.6             | 184.0             | 164.2             | 171.6             | 164.5             | 145.9             | 82.4              | 63.4              | 1,627.1           |
| 来源：                   |                   |                   |                   |                   |                   |                   |                   |                   |                   |                   |                   |                   |                   |

## 人口
1868年時，小樽有人口2230人，戶數444戶。隨著小樽城市的快速發展，人口亦迅速增加。1920年日本首次人口普查時，小樽市有人口108,113人。當時小樽是北海道人口第二多城市，僅次於函館，超過札幌的102,580人，也是當時日本人口第13多城市:262。然而由於小樽缺乏可供開發的空地，因此即使是在戰前的繁榮期，小樽市的人口增長速度也低於北海道的其他主要城市:262。小樽市人口在1964年達到207,093的峰值之後開始減少。2017年3月31日時，小樽市有人口120,037人。自1959年開始，小樽市由人口流入城市轉為人口流出城市，並在1987年開始人口的自然增長率也轉為負增長。小樽市的人口老齡化和少子化問題極為嚴峻。2010年人口普查時，小樽市0-14歲的人口只佔總人口的9.9%，而65歲以上人口卻佔31.5%。2013年，小樽市的總和生育率只有1.12，不僅遠低於日本平均水準（1.43），也低於北海道的平均值（1.28）。小樽市已將降低人口減少速度作為市政最重要課題之一。 

## 政治

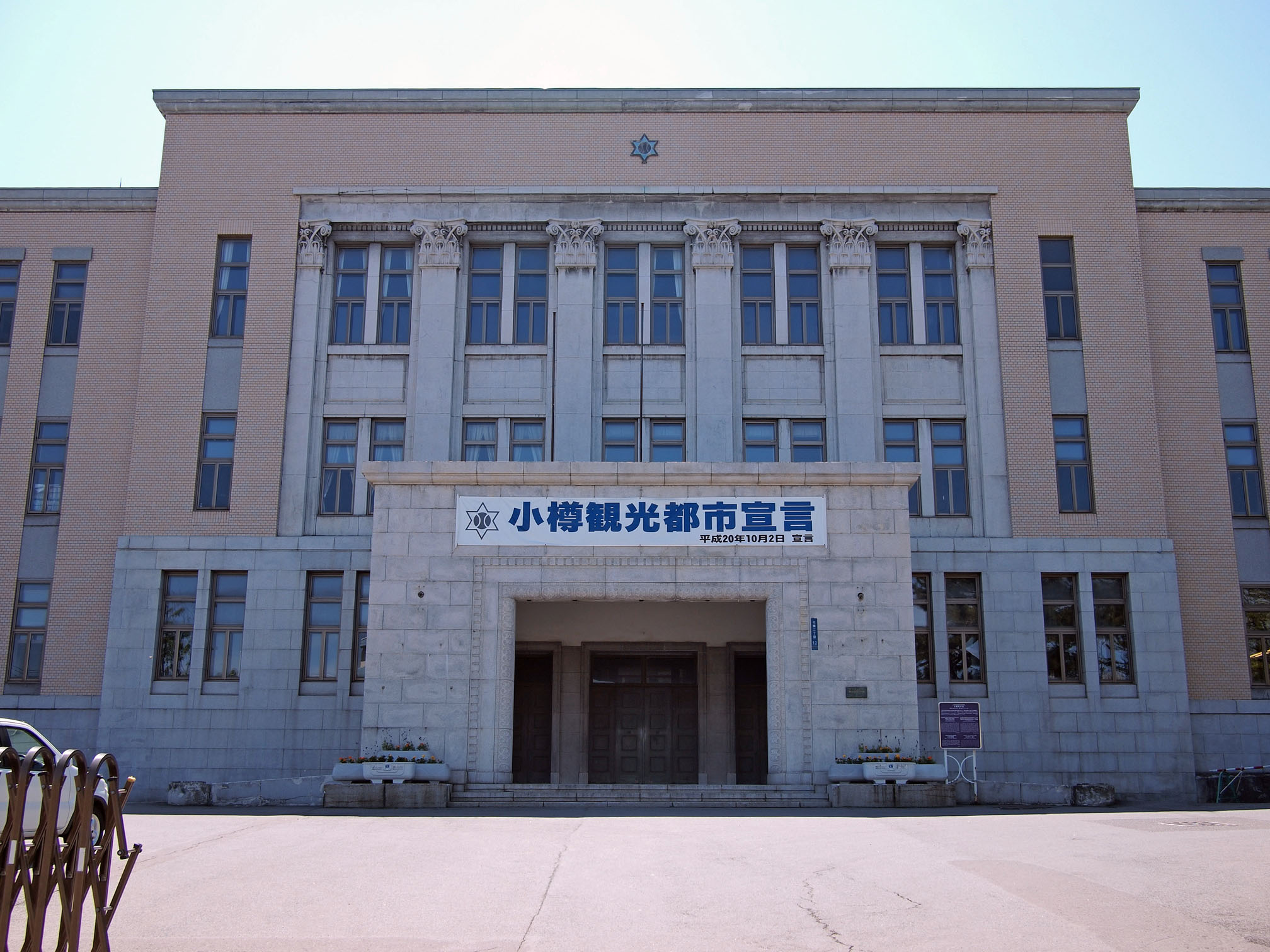
小樽市政府

在日本眾議院選舉中，小樽市和後志綜合振興局管轄各町村及札幌市手稻區和西區的一部分屬於北海道第4區。這一選舉區原本是民主黨較強的選舉區，鉢呂吉雄自2003年眾議院選舉開始連續三次當選該選區議員。但自2012年眾議院選舉開始，由於民主黨支持率長期低迷，自由民主黨的中村裕之在2012年、2014年、2017年連續三次當選北海道4區的議員。在2021年眾議院選舉中，中村雖然成功連任，但小樽本地出身的大築紅葉在小樽市贏得52.9%的選票，並通過比例代表復活當選。
小樽市的現任市長是迫俊哉。他在2018年首次當選，並於2022年成功連任。小樽市議會共有23名議員，其中自民黨、公明黨與未來議員會均有5名議員，日本共產黨和立憲・市民聯合則均有4名議員。在北海道議會中，小樽市則共有3名議員。

## 經濟
2012年，小樽市市內生產總值3,616億日元，人均市民所得219.6萬日元。小樽市的人均所得低於日本和北海道的平均水準，只相當於北海道平均值的約九成，日本平均值的約八成。近年來，該市正進行作為能源基地和再利用資源的據點的整備。

### 第一產業
2010年時，小樽市耕地面積173公頃，農家216戶，農業從事者391人。農業在小樽市經濟中所佔比重較低，只有北海道平均水準的六分之一。小樽市的農業屬於都市近郊型農業，生產的農產品以蔬菜、水果、鮮花為主。小樽的漁業史開始於江戶時代，當時以捕撈太平洋鯡為主。1977年200海里專屬經濟區的限制生效之後，小樽市的遠洋漁業受到很大打擊。現在小樽市的漁業以養殖漁業為主。2015年，小樽市的漁獲量約有1萬噸，漁獲金額32億日元。

### 第二產業

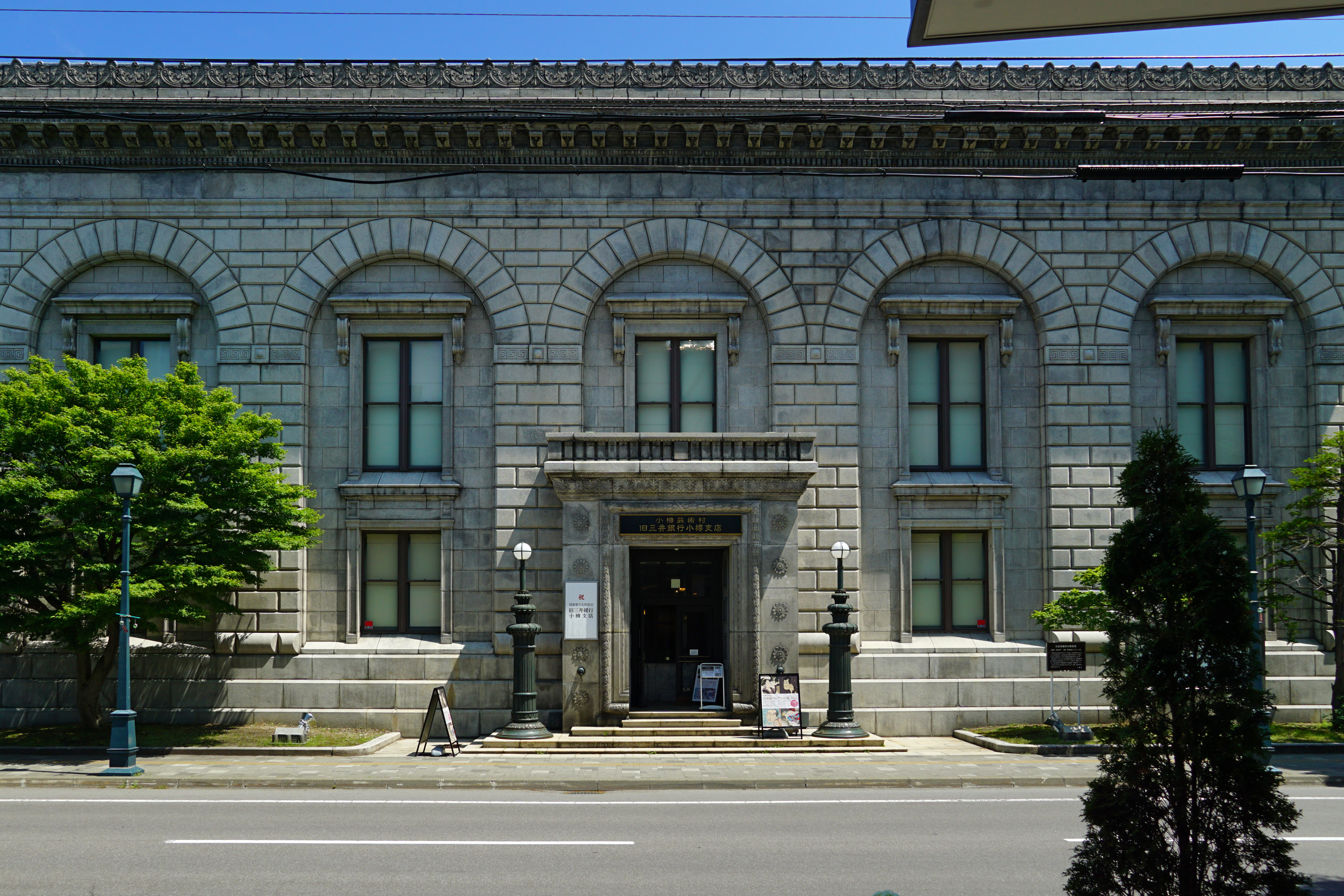
舊三井銀行小樽支店

1910年至1930年時，小樽是北海道僅次於札幌的第二大工業城市:264。現在第二產業佔小樽經濟總量的15.1%。在小樽市的製造業生產金額中，以食品飲料業佔比重最多，佔比超過六成，其次則是塑料製品、金屬製品。小樽市的製造業中以玻璃產業最為著名，其歷史開始於1890年代，現已成為小樽製造業和觀光業的名片之一。小樽市現在舉行玻璃市等活動，展銷小樽的玻璃製品，也是小樽著名的觀光活動。小樽的漁港地位和優質的水源使得小樽的食品加工及飲料產業成為小樽製造業的最大部分。小樽市將自市水道局的自來水作為瓶裝水出售。小樽市主要的工業地區有錢函工業園區和石狩湾新港地區。

### 第三產業
第三產業佔小樽經濟總量的84%，是小樽經濟的最重要部分。小樽在大正至第二次世界大戰之前有「北方華爾街」之稱，金融業曾相當發達。不僅日本銀行曾在小樽設有分行，北海道拓殖銀行、三井銀行、第一銀行、三菱銀行等都市銀行也曾在小樽設有分行。然而隨著2002年三井住友銀行關閉其在小樽的支行，小樽市內現在已經沒有都市銀行的分行。現在僅北海道銀行、北洋銀行、北陸銀行三家地方銀行在小樽設有分行。小樽曾是北海道的商業和物流中心，但隨著北海道的經濟中心集中至札幌，小樽的商業地位大幅下降。1960年時，小樽市的批發銷售額佔北海道的13.9%，1975年時這一數字已下降到2.5%:262。以小樽市為中心的商圈現在也只剩小樽一市。1993年，由Mycal集團經營的Mycal小樽購物中心在小樽築港車站附近的再開發地區開業，是當時日本最大的綜合商業設施:26。但Mycal小樽在2001年破產，賣場規模大幅縮小。2003年，Mycal小樽改名Wing Bay小樽。旅遊業在小樽經濟中有重要地位，2015年遊覽小樽的觀光客人數接近795萬人，在北海道內僅次於札幌市。但由於小樽的地理位置接近札幌，使得在小樽住宿的遊客較少，只有約78萬人，在北海道排名第七。

## 文化教育

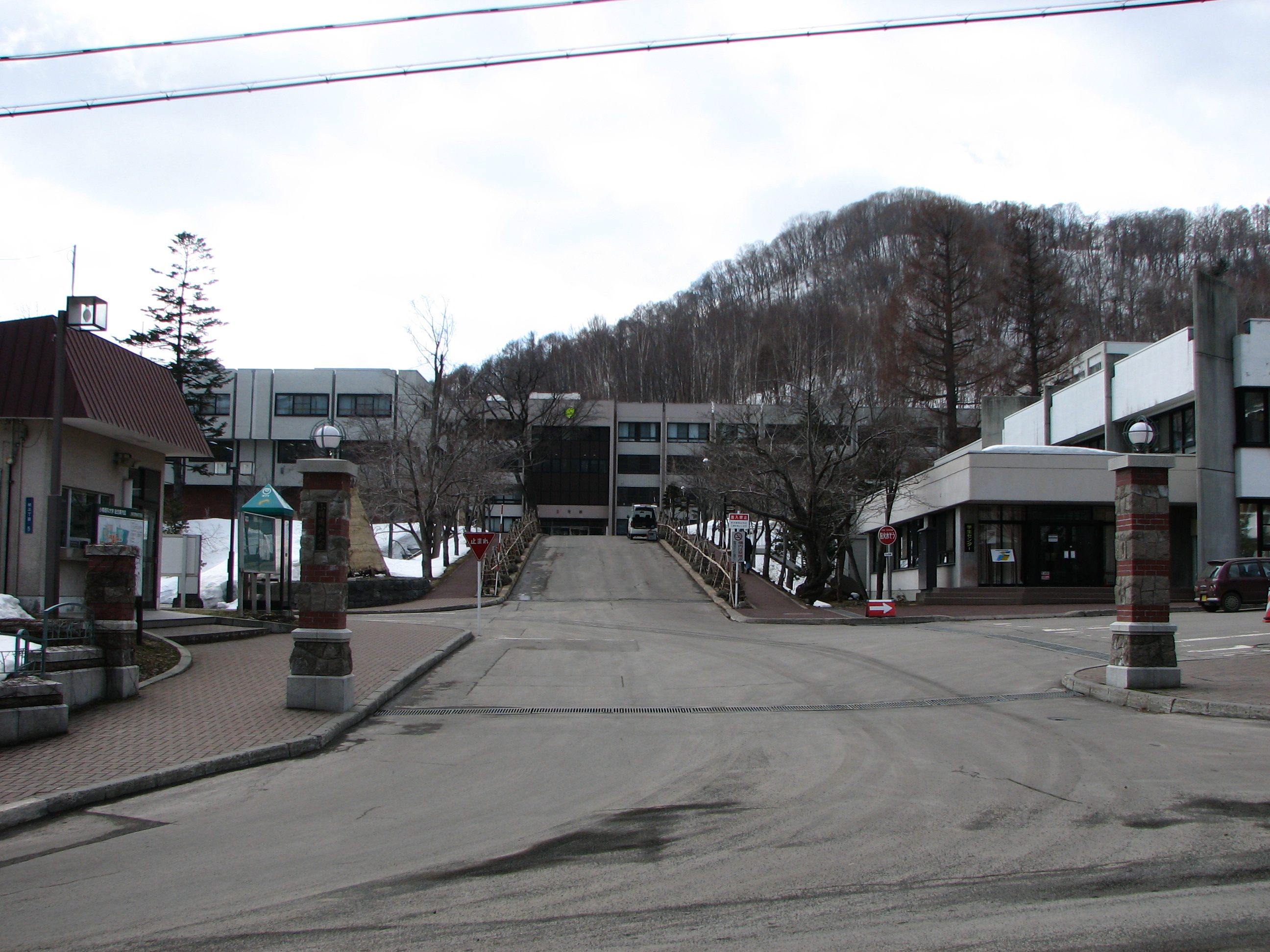
小樽商科大學

小樽市的方言屬於北海道方言中的海岸部方言，和函館等地的方言較為接近。由於小樽曾是北海道最大的貿易港，文化也融合了多地的特徵，是道外文化進入北海道的窗口。「新心理主義」的提倡者伊藤整和以《蟹工船》等作品著稱的無產階級作家小林多喜二是最能代表小樽的兩位作家。此外石川啄木、岡田三郎等作家也曾在小樽生活過。作家、政治家石原慎太郎在小樽度過少年時光。他的弟弟，日本著名演員石原裕次郎也是小樽文化的代表人物。小樽也是北海道美術的一大據點，是筆谷等觀、三浦鮮治等畫家的出身地。
小樽市水產品豐富，市內有超過百家壽司店。在二戰之前，釀酒業是小樽最重要產業之一。現在小樽亦憑藉其優質的水源，生產日本酒等產品。並且因位處葡萄產區，小樽也是日本葡萄酒的主要產地之一。每年七月舉行的小樽潮祭是小樽最大的節慶活動，壓軸的煙花大會吸引眾多遊客參觀。小樽市內主要的文化設施有小樽市綜合博物館、市立小樽美術館、市立小樽文學館等。
小樽商科大學創建於1949年，前身是成立於1910年的小樽高等商業學校，是日本的國立大學中唯一一所社會科學系單科大學，也是小樽唯一的高等教育機構。現在小樽商科大學僅設有商學院一個學科，全校學生數約有2300人。
小樽市充沛的降雪量適合開展冬季運動，市內有小樽天狗山滑雪場和朝里川溫泉滑雪場等滑雪場。

## 交通

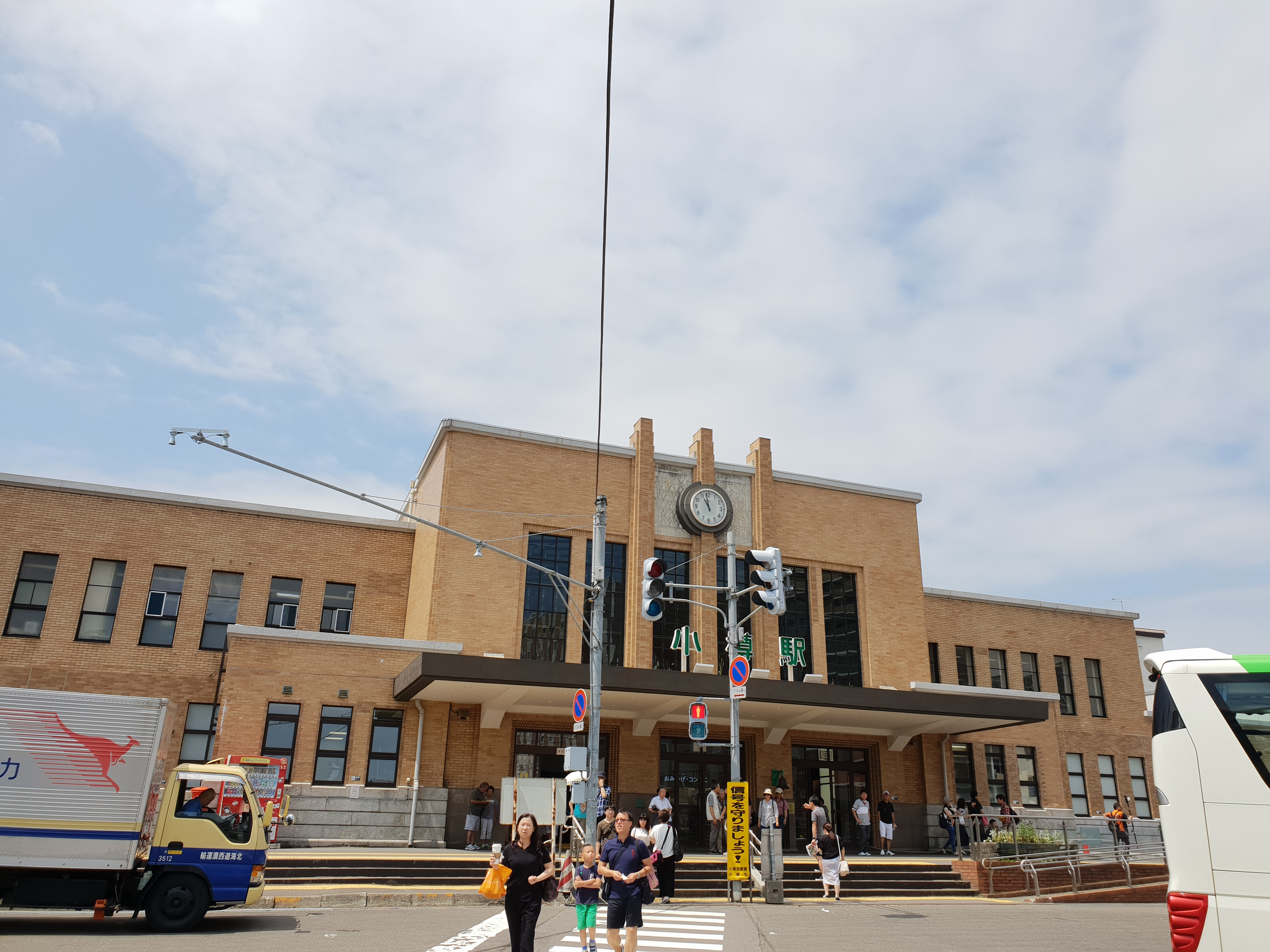
小樽車站

小樽市內的鐵路全部由北海道旅客鐵道（JR北海道）營運。函館本線途徑小樽市轄區，在小樽市內設有多個車站，其中的小樽車站是小樽鐵路交通的中心。小樽車站始建於1903年，現在的車站建築是第三代車站，內部使用了眾多玻璃裝飾，充分的展現了小樽的特色。2015年，小樽車站年乘客數有約328萬人。在北海道新幹線延伸至札幌車站之後，新幹線將途徑小樽市。小樽也將興建新小樽車站作為新幹線車站。小樽市內的巴士由北海道中央巴士和JR北海道巴士營運。札樽自動車道連接小樽和札幌，全長38.3公里，是小樽市的公路交通大動脈。乘坐列車從小樽出發到札幌車站需要約30分，到新千歲機場則需要約70分。
小樽港最初的碼頭修建於1872年，並在1889年正式開港。在經過多次擴大之後，小樽港成為北海道最大的貿易港。然而隨著北海道主要的貿易據點轉移到苫小牧港，小樽港的貿易量大幅減少。2015年，小樽港入港船舶數超過3500艘，處理貨物量超過1088萬噸，客運量則有超過22萬人。小樽港運行有前往新潟港和舞鶴港的定期客輪航線，並有前往上海港、大連港、青島港的貨櫃航線和前往符拉迪沃斯托克的定期航線。小樽港亦是一座觀光港。2016年小樽港共有25次遊輪停留。現在由小樽市和石狩市、北海道共同管理的石狩灣新港已成為小樽新的主要海運據點。小樽市內並沒有機場，距離小樽最近的主要機場是新千歲機場，可從小樽市內乘坐特急列車在73分內抵達。

## 觀光
小樽市最重要的觀光景點大多分佈在市中心地區。

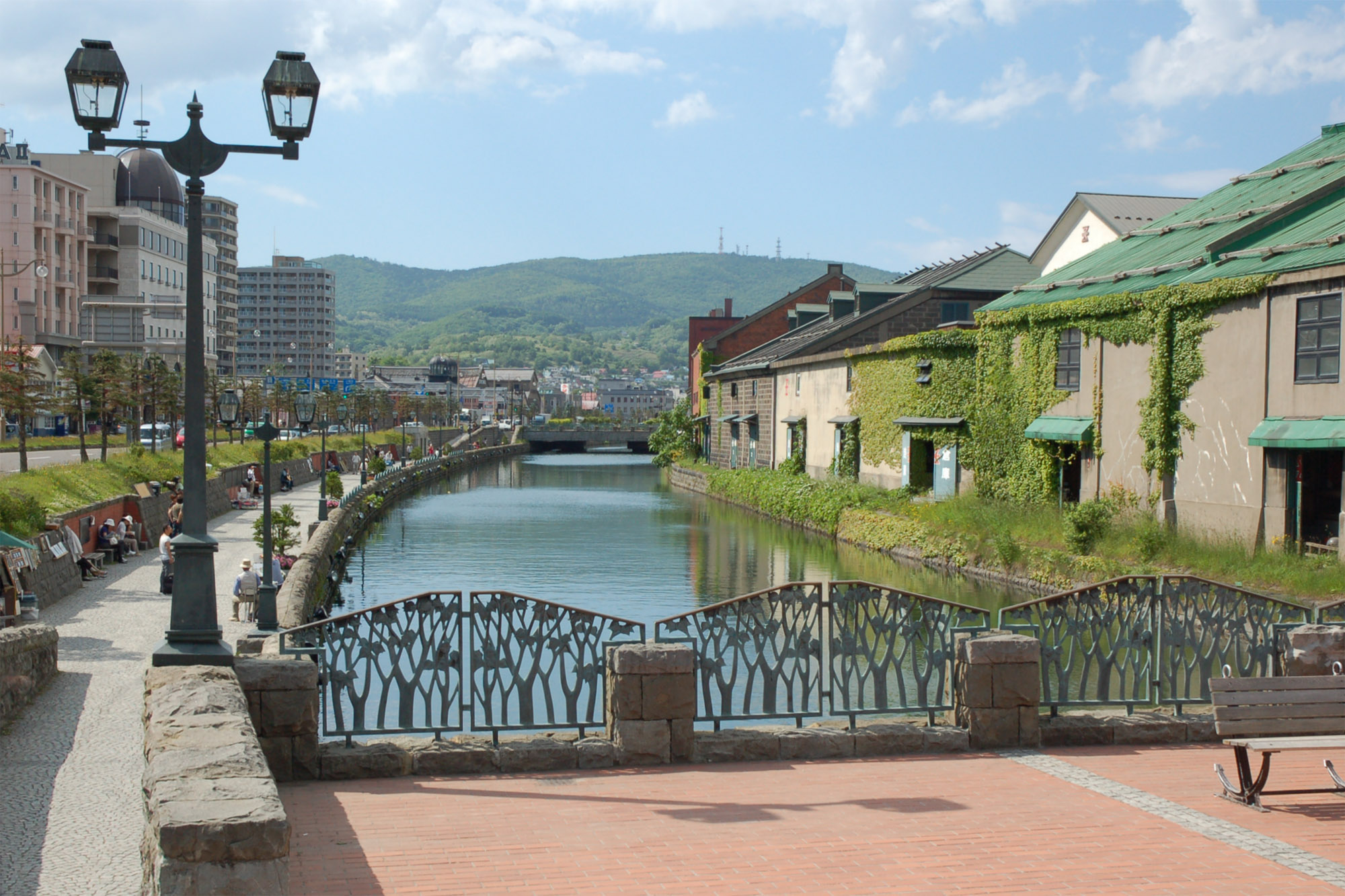
小樽運河

小樽運河興建於1923年，當時全長1314米，寬40米:25。運河的竣工使得港埠地區的貨物可以在到岸之後直接經由運河抵達倉庫。在大正末期至昭和初期，運河沿岸有88座倉庫:25。然而隨著小樽港口物流機能的低下，小樽運河也失去了其功能。1960年代，為解決交通堵塞問題，當地政府曾計劃填埋運河修建公路，引發當地居民的巨大反彈，發起了保護運河的市民運動。這一運動在日本都市景觀保護運動史上有重要地位，最終以部分河段填埋一半寬度這一妥協方案收場。現在小樽運河和其沿岸的散步路已成為小樽觀光的名片，運河沿岸的倉庫也被改造為觀光景點，並且河道上還運行有遊船。
手宮線是北海道第一條鐵路，雖然現在已被廢除，但大多數線路遺跡都得到保留，部分更成為觀光景點。小樽運河地區和手宮線遺跡也都是觀光活動小樽雪後路的主會場。
小樽市中心的眾多舊銀行建築亦是小樽著名的觀光景點。舊日本銀行小樽支店的建築由東京車站設計者辰野金吾和其弟子長野宇平治設計，在1912年竣工，是小樽最具代表性的西洋式建築，現在作為金融資料館對外開放。小樽的玻璃文化也是小樽觀光的重要部分，小樽八音盒堂展示銷售各類小樽玻璃工藝品和八音盒。
小樽多山的地形使得小樽多眺望勝地。自天狗山看到的夜景是北海道三大夜景之一。公映於1995年的日本電影《情書》中，眾多著名場景均攝於北海道的小樽，例如影片開頭，女主角博子在雪上奔跑的片段，即攝於小樽市最上2丁目的天狗山滑雪場。

## 姊妹城市
小樽市和以下外國城市有姊妹都市關係：
| 國家   | 城市                   | 締結日期      |
| ------ | ---------------------- | ------------- |
| 俄羅斯 | 納霍德卡（濱海邊疆區） | 1966年9月12日 |
| 新西兰 | 但尼丁（奧塔哥地區）   | 1980年7月25日 |
|        | 江西區（首爾特別市）   | 2009年2月5日  |

## 外部連結
- 小樽市官方網站 （页面存档备份，存于）
  - 小樽市役所的Facebook專頁
  - 小樽市的X（前Twitter）
- 小樽商工會議所 （页面存档备份，存于）
- 小樽物產協會 （页面存档备份，存于）
- 小樽觀光協會 （页面存档备份，存于）